# 일본국유철도 EH10형 전기기관차
일본국유철도 EH10형 전기기관차는 1954년(쇼와 29년) 등장한 일본국유철도의 직류전기기관차이다. 

## 등장배경
1940-1950년대의 도카이도 본선에는 화물운송수요가 크게 증가하여, 최대 1,200t 의 중량급 화물열차가 대형 증기기관차에 의해 운행되었다.
운송능력의 부족과 석탄공급난을 배경으로 하여 1951년 재개된 도카이도 본선의 전철화공사는 급히 진척되어 1953년에는 하마마쓰-나고야 간의 전화가 완성되었으며, 같은 해 나고야-이나자와까지 연장되었다. 그 시점에서 나고야-마이바라의 전철화가 다가오고 있었으며, 교토까지의 전철화에 의한 도카이도 본선 전선 전철화 완성도 시야에 들어오고 있었다(마이바라까지는 1955년 전철화되었고, 도카이도 본선의 전선 전철화는 1956년 완성되었다).
그런데, 그 사이의 오가키-세키가하라 사이는 10‰ 구배가 6km에 걸쳐 이어져 있어 특히 기관차에 의해 견인되는 중량급화물열차의 운용이 어려웠다. 1953년 당시 최신예의 화물용 전기기관차였던 EF15형을 이용해 이 구간에서의 1,200t 화물열차 견인을 상정했으나 출력부족으로 인한 주전동기의 과열이 염려되었으며 충분한 속력을 얻지 못해 여객열차의 운행시각표에 차질이 생길 것으로 예측되었다. 전철화만으로는 세키가하라 구간에서의 운행 애로사항을 해소할 수 없었던 것이다.
대책으로 보조기관차를 연결하기로 했으나 이렇게 해서는 전철화의 의미가 옅어지는 것이었다. 이에 EF15를 능가하는 성능의 기관차를 개발하여, 세키가하라 구간의 문제를 극복하기로 결정되었다. 이 신성능기관차 EH10형은 EF15형(주전동기 6기, 6차축)과 같은 성능의 주전동기를 8기 사용하여 당시 일본에는 전대미문의 8축 대형기관차로 만들어졌다.

## 기본구조

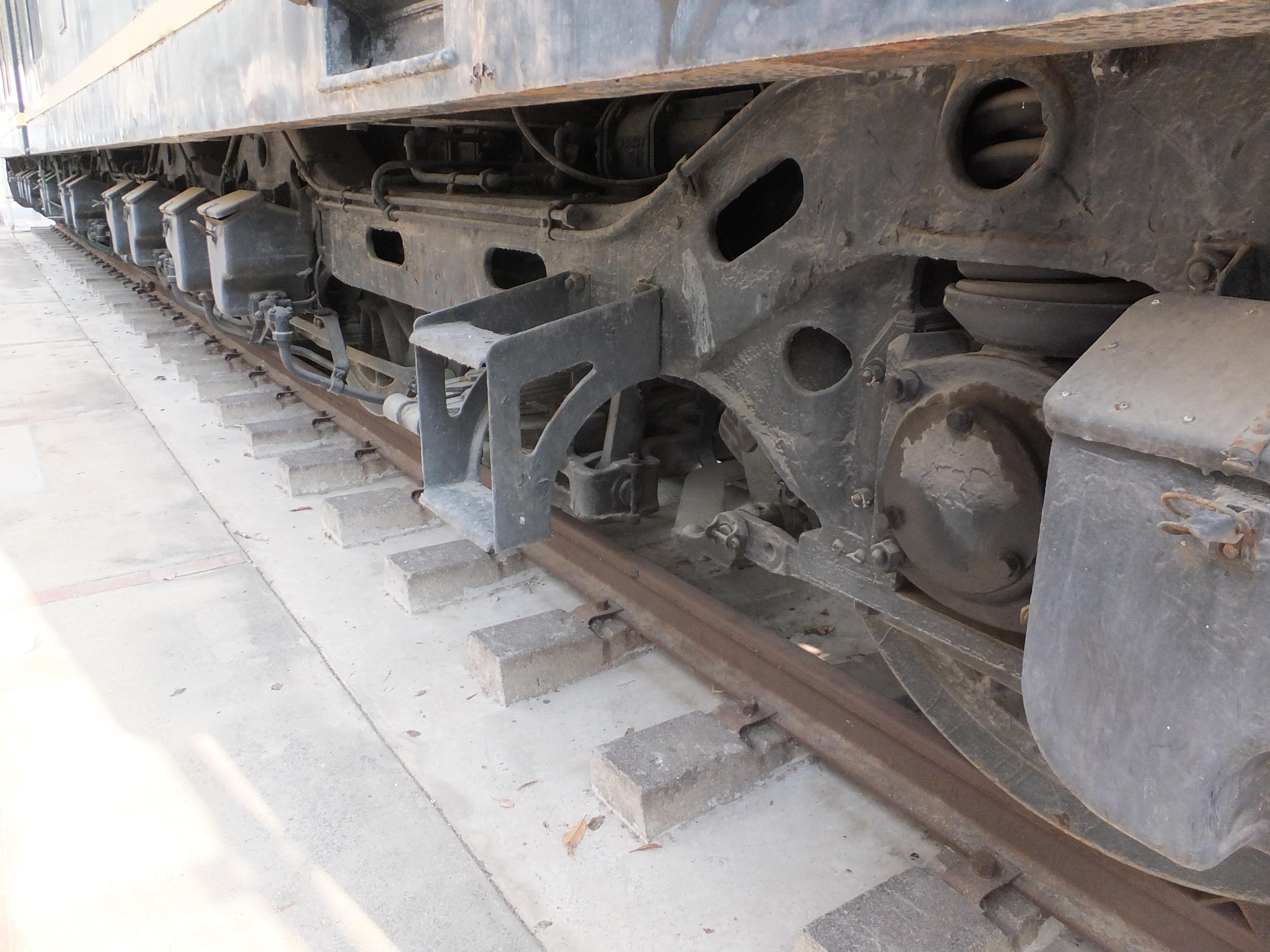
EH10의 대차

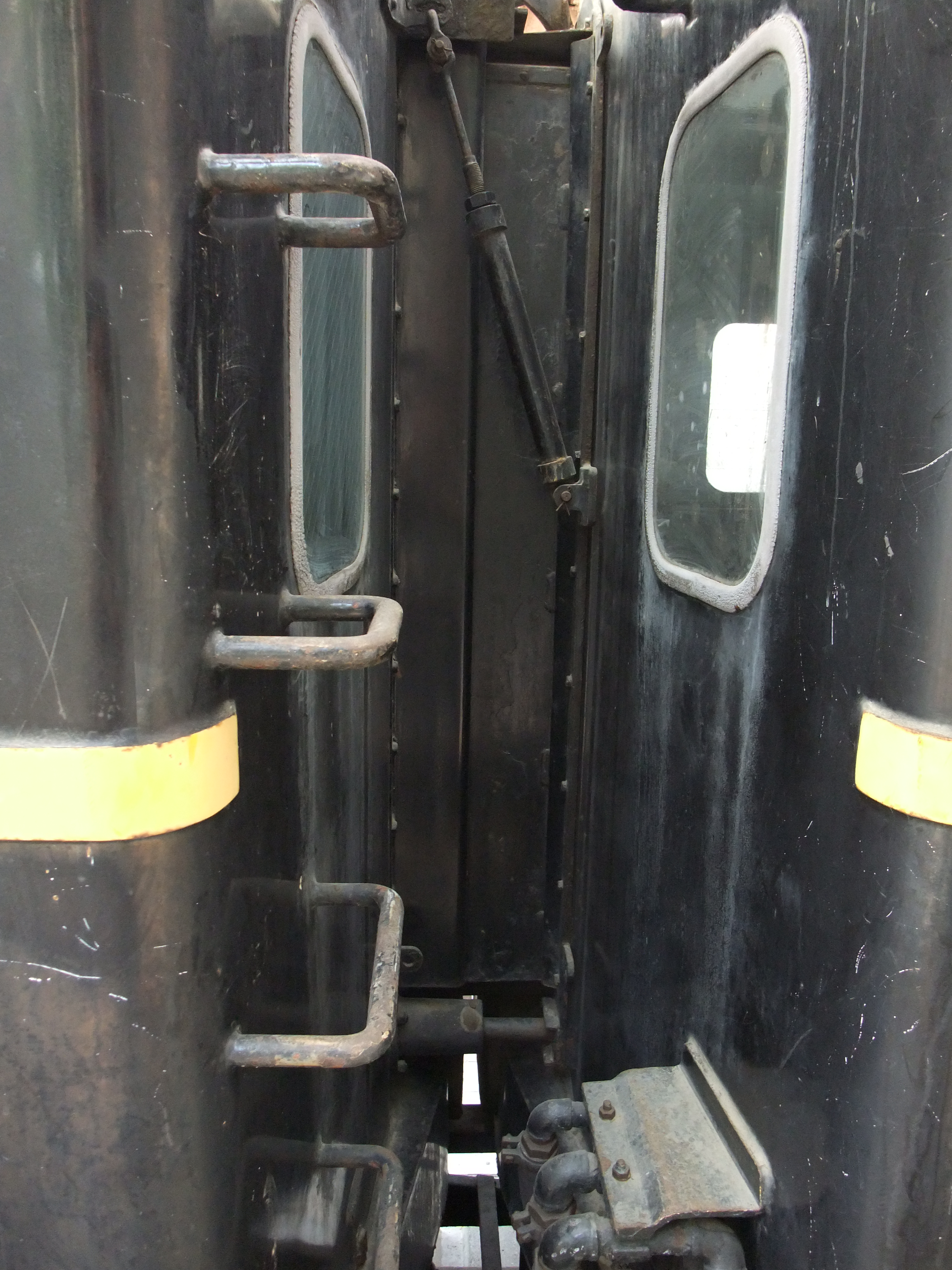
EH10의 연결부

동축을 8축으로 하여 길이 22.5m에 이르는 장대한 차체는 중앙에서 이분할되어 이 두 차체를 영구 연결하는 특이한 구조였다. 두 차체 간은 영구 연결기로 결합되었는데 이를 금속제의 관통막이 두르고 있었으며 이 사이로 고압전선이 연결되어 있었다. 전장이 지금까지의 기관차보다 길었기 때문에, 구내 유효길이의 기관차 점용선로를 줄이기 위해(한정된 구내 유효길이에서 기관차가 점용하는 길이가 길어지면 그만큼 화차를 적게 연결해야 하므로) 기존의 화물용 전기기관차가 표준으로 가지고 있던 전두부의 갑판은 폐지하였다.
기존의 국철 전기 기관차는 강판 부재를 조립하지 않고 일체 주조한 강철로 구성된 대차 프레임이 기초였는데, 이 끝에는 선륜이 결합되어 주행시 견인력은 대차 프레임의 끝에 장비된 연결기에서 직접 객차·화차에 전해졌다. 크기는 다르지만 증기 기관차와 동일한 구조이다. 2대의 대차는 강고하게 연결되어 있어 견인력은 대차 사이에서도 직접 전달되는 구조였다. 한편 차체는 프레임을 갖추되 스스로의 강도를 유지하는 기능만 가져 기기를 덮고 대차 프레임에 실린 존재였다.
본 형식에서는 이 전통적인 구조에서 완전히 벗어나고, 전동차와 같은 주조 강제 2축 보기 대차를 장비했다. 견인력은 대차로부터 차체의 프레임을 거쳐서 연결기에 전달되게 된다. 재래의 대형 전기 기관차는 장대한 대차 구조에 의해 곡선의 원활한 통과를 위해 선륜이 필수였으나 보기 대차를 장비한 EH10형은 선륜이 필요없었다.
일본의 전기 기관차사를 둘러봐도 유수의 초중량급의 기관차이기는 하지만 대차 틀을 기초로 하는 구조와 양쪽 선륜을 폐지하면서 출력 향상에 비해 대폭 경량화가 도모되었다. 운전 정비 중량은 118.4t이었으며 최대 축중은 14.8t이다(양산기는 운전 정비 중량 116.0t, 최대 축중 14.5t). 재래형 기관차와 달리 선륜이 없어 전축 구동으로 모든 중량을 점착력 확보에 활용했기 때문에 견인력이 향상됐다고는 하지만 차체가 무거워 지선은 물론 대부분의 지방 간선에서도 운용은 불가했다.거꾸로 말하면 도카이도 본선에서의 운용에 특화 시키기로 한 기관차였기에 대담한 설계 기법을 이용할 수 있었던 것이다.

### 전장 기기
주전동기는 EF15형과 거의 동등한 MT43형을 8기 탑재하고 정격 출력 2,530kW를 얻었다. 이는 EF60형의 후기형 차량이 정격출력 2,550kW를 달성할 때까지 일본 국내의 전기 기관차로는 최대 출력이었다.
제어 시스템은 전자공기단위스위치였다. 기존 EF15형과 큰 차이는 없는, 평범하지만 신뢰성을 중시한 기법이다. 차체와 대차는 근대화되는 한편, 모터나 제어 장치는 재래식 기관차와 같은 것을 채택한 이유이다. 이러한 경위에서 본 형식은 EF15형 이전의 구형 고출력 전기기관차와 ED60형 이후의 신형 고출력 전기기관차 간의 과도적인 형태로 규정된다.
EF15형에 비해서 출력이 30%이상 향상되면서 1,200t열차를 견인한 상태로 세키가하라 구간을 통과할 성능을 얻었을 뿐 아니라, 평탄 구간에서의 주행 성능에도 여유가 생겨 화물 열차의 속도 향상에 기여했다.

### 차체 디자인
차체 디자인은 민간의 디자이너인 하기와라 마사오가 만든 것으로 국철 차량으서는 일찍이 그 도안을 외부 디자이너에게 위탁한 예이다.
전면 형태는 딱딱하지만 창 부분이 오목하게 패어 있으며, 중앙에서 이분화된다. 이 중앙에서 분할된 창문은 80계 전동차, 전면 창부를 오목하게 넣은 디자인은 72계 전동차와의 근연성이 강하게 엿보이는 부분이다. 차체 도장은 향간에서 말벌이라 불린 흑색 바탕에 황색의 얇은 띠를 넣은 것이었으며, 그 이전 전기기관차의 갈색 페인트(국철지정명 포도색 2호, 3호 등)에 비해 힘찬 인상을 주었다. 이 역시 하기와라가 발안한 것이다. 또한 국철 전기기관차로는 처음으로 전면 하부에 스커트를 장착했는데, 이 역시 하기와라의 발안이다.

## 형태별

### 시작기

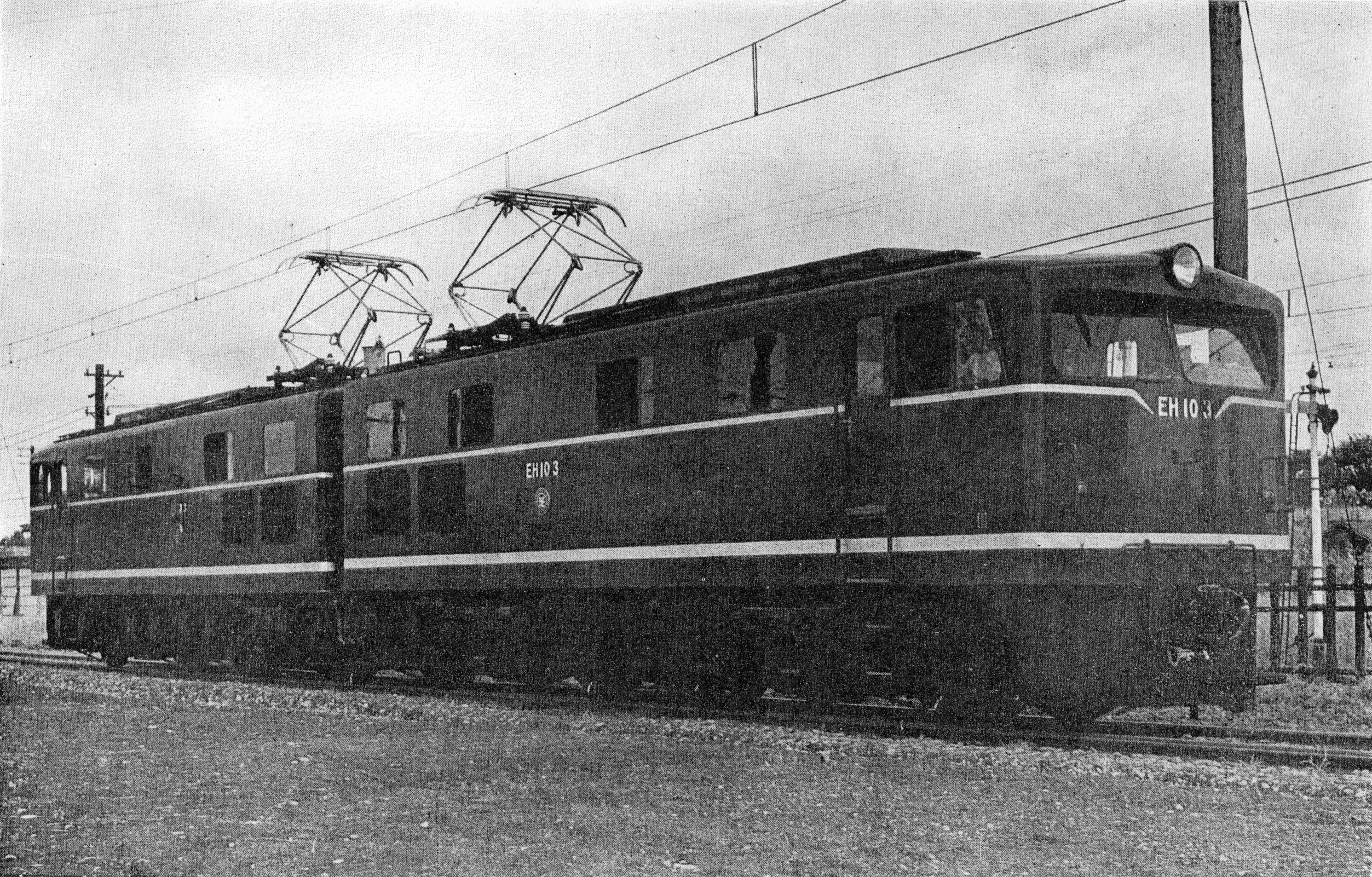
시작기 EH10 3

1-4호기가 시작기에 해당한다. 외관상 특징으로 집전 장치(팬터그래프)가 중앙부에 있는 점이 꼽힌다. 팬터그래프 2기는 팬터그래프 간 연결선의 중량을 줄이기 위해서 차체 중앙 근처에 설치되었다. 1·3호기는 검은색에 노란색 띠, 2·4호기는 포도색 2호(일본국유철도의 지정도료 중 하나로 갈색에 가까움)에 은빛 띠를 도장했다. 두 도장을 비교 검토한 결과 검은 바탕에 노란색 띠를 정식으로 채용, 양산기는 모두 이 도장으로 완성되었다. 2호기와 4호기는 이후 검수를 거쳐 도장을 교체했다.

### 양산기
시험 제작기의 운용 실적을 근거로 세부 설계가 변경되어 중량 배분이 균등화되고 운전 정비 중량이 116t(축중 14.5t)이 되었다. 그에 따른 운전석 면적이 확대되었다. 더욱이, 분기기, 급곡선 통과시를 고려하여 연결기를 100mm앞쪽으로 돌출시키고 전장을 200mm 연장했다. 또 팬터그래프의 위치는 양쪽 끝으로 옮겼다. 이는 팬터그래프 간의 거리가 너무 가까워 가선에 가해지는 상승압력이 과해지거나 고속주행 중 공진을 일으켜 가선에 무리가 갔기 때문이다.

### 고속시험기
1955년 10월에 도시바에서 완성된 15호기는 제작되었을 때부터 고속주전동기를 장비하였으며 치차비도 고속운행에 알맞게 하였다(25:77 = 1:3.08). 도색 역시 포도색 2호 도장에 은색 띠를 둘러 일반 차량과 차이가 있었다. 시험종료 후 치차비와 도색을 양산기와 같은 것으로 개조하였다.

## 시험

### 고속도시험
이 당시, 본선의 수송 수요 부족으로 인한 열차의 고속화가 시급해져 그 일환으로 도쿄-오사카를 6시간 30분에 잇는 초특급 열차의 운행 계획이 검토되고 있었다. 그리하여 1955년 12월 EH 10 15호기와 막 완성된 경량객차를 이용해 고속열차 견인 시험이 이루어졌다. 최고 120 km/h를 달성하고 특급 "쓰바사"의 정기여객열차 견인에도 시험투입되어 좋은 성적을 얻었다.
이 실적에 따라 우등여객열차를 견인하기 위한 8축기관차 EH50형을 제작한다는 계획이 제시되었으나 무거운 축중의 기관차를 고속운행하는 경우 궤도강화가 필요하고 이에 따라 막대한 예산이 들어 국철은 우등열차에 대해서는 151계 등의 경랑 고속 전동차를 투입하기로 하여 여객용의 H급 기관차는 양산되지 못했다. EH10 15호기도 화물용으로 개조되었다.

### 점착성능시험
본 형식은 본선에서 그 고출력을 유감 없이 발휘했는데, 이 출력을 급구배에서의 견인상수 증가에 활용하기 위해 1966년 14호기와 64호기와 고후 기관구에 대여되어 1966년 5월 14일부터 21일까지 주오 본선 고후-카미스와 간에서 25‰ 경사 구간에서의 운전 성능·점착성능 시험이 실시됐다.
시험 결과는 견인 톤수 650t으로 파행이 발생하는 등 좋지 않아 EH10형의 급구배구간 투입은 중단되었다.

## 개조
운용 말기, 원래의 팬터그래프인 PS15형의 부품 부족에 의해 1976년 2월에 21호기가 PS22B를 장비한 것을 시작으로 10량 가량이 PS22B 팬터그래프로 교체했다. 이는 잉여화된 PS15형 팬터그래프를 통해 다른 차량의 예비 부품을 확보한다는 측면도 있었다.
51호기와 60호기는 측면중앙에서부터 이어지는 공기필터가 변형된 쇠창살형 필터였다(60호기는 일시적으로 변형된 것이다). 또한 30호기는 비닐록 필터를 장비하였다.

## 운용
당초 도카이도 본선의 고속 화물용으로 쓰였으며, 1959년 11월부터 본선 도쿄(시오도메)~오사카(우메다)간 운행이 시작된 국철의 첫 컨테이너 특급 화물 열차 "타카라호"의 견인에 충당되는 등 그 고출력을 발휘하며 활약했다. 그러나 1960년 이후 EF60형으로 시작되는 신성능의 6축 전기 기관차 증비과 컨테이너 열차 등의 고속화에 대응할 수 없었으므로 일반 화물용으로 전용됐다. 그 뒤에도 도카이도·산요 본선, 우노 선에 한정되어 운용했다.
산요 본선 오카야마 이서에서는 세노야를 통과할 때 그 특수성에 의해 보조기관차 EF59형과 EF61형 200번대의 출력불균형에 의해 입선하지 않았다.
1975년 이후 노후화가 급속히 진행되어, 대형기였기에 타구간에의 전용이 어려운 점이 있어 급속히 운용수가 줄어들었다.
1981년(쇼와 56년) 4월 1일 우노발 스이타조차장행 3370 열차를 마지막으로 운용이 종료되었고 1982년 전 차량이 폐차되었다.

## 주요제원

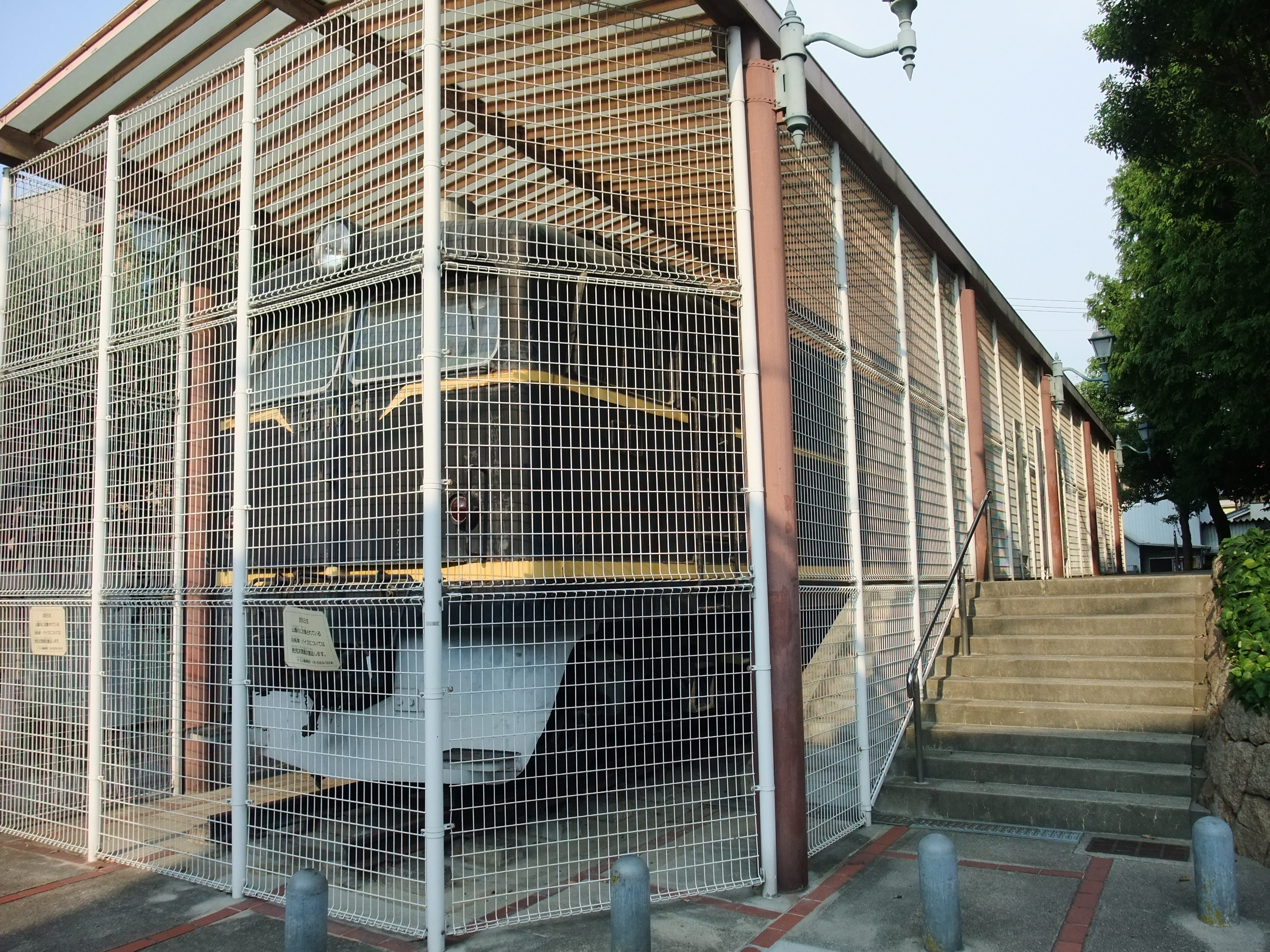
히가시아와지미나미공원에 보존중인 EH10

- 전장 : 시작형 22,300mm　양산형 22,500mm
- 전폭 : 2,800mm
- 전고 : 3,960mm
- 대차배치 :  (Bo-Bo) + (Bo-Bo)
- 1시간 정격출력 : 2,530 kW
- 1시간 정격견인력 : 18,720kg 고속시험기 18,500 kg
- 주전동기 : MT43×8 고속시험기 SE174×8
- 동력전달장치 : 1단 치차감속, 조괘 구동방식
- 치차비 : 21:77 = 1:3.67 고속시험기 25:77 = 1:3.08
- 제어방식 : 비중련, 저항제어, 3단조합, 약계자제어
- 제어장치 : 전자공기단위스위치식
- 제어회로전압 : 100볼트
- 브레이크장치 : EL14AAS 자동공기브레이크, 핸드브레이크
- 대차형식 : DT101

## 보존기

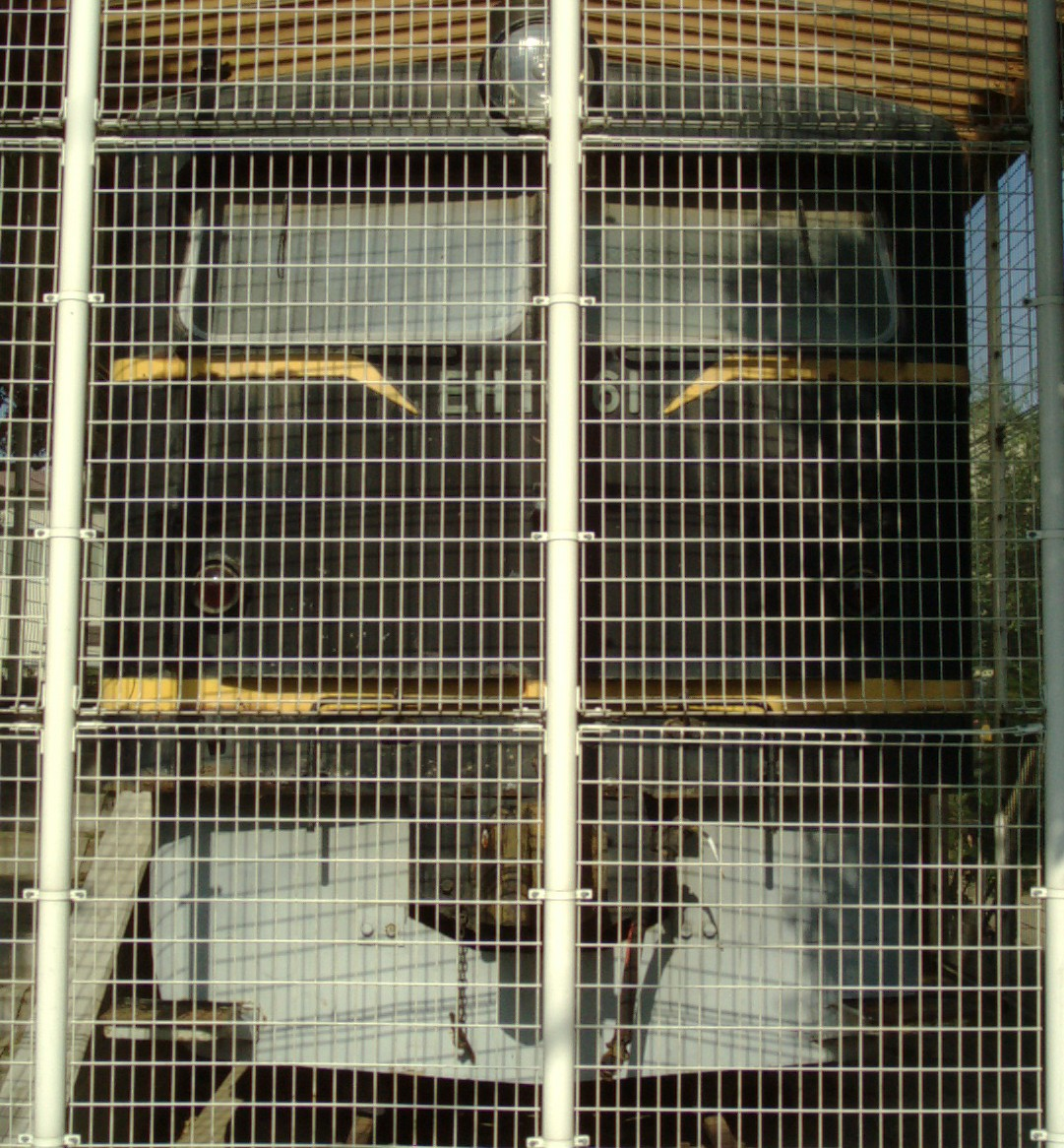
EH10 61 히가시아와지미나미공원, 정태보존중

61호기가 보존되었으며, 타 차량은 모두 폐차되었다.
- EH10 61 （오사카시 히가시요도가와구 히가시아와지미나미공원·정태보존중)

## 참고 문헌
- 澤野周一「EH10型電気機関車回想」
  - 交友社『鉄道ファン』1998年7月号 No.447 p112 - p119
- 「Special Graph 漆黒のマンモス機 EH10 Memories」
  - ネコ・パブリッシング『Rail Magazine』2007年8月号 No.287 p30 - p35
- 『世界の鉄道 1982年版』1981年、朝日新聞社